# ذا آيرون شيك
حسين خسرو علي وزيري (ولد في 15 مارس 1942، في طهران)، المعروف بلقب ذي آيرون شيك (بالإنجليزية: The Iron Sheik)‏ أي «الشيخ الحديدي»، هو مصارع إيراني سابق، احترف في المصارعة العالمية الترفيهية (WWE) واتحادات أخرى.
اكتشفت موهبته في أولمبياد عام 1972 في ميونخ. بعد ذلك هاجر إلى الولايات المتحدة وعاش في مينيسوتا. في عام 1978، ظهر بلقب «حسين العظيم» في بطولة كندا للثنائي، واستطاع الفوز بتلك البطولة. في عام 1979 انتقل إلى المصارعة العالمية الترفيهية، وفاز بأول بطولة باتل رويال في ماديسون سكوير غاردن. بعدما غادر الاتحاد رجع إليه مرة أخرى عام 1983 ونافس بوب باكلند الذي كان يعتبر من أشهر المصارعين في تلك الفترة واستطاع الانتصار عليه وحصل على أعلى حزام في الاتحاد. بعد ذلك خسره أمام هلك هوغن، وانضم إلى المصارع نيكولاي فولكوف. شارك معه في أول بطولة ريسلمانيا، وفازا ببطولة الثنائي. غادر الاتحاد مرة أخرى وعاد في تسعينيات القرن العشرين، وشارك مع الفريق العراقي أثناء حرب الخليج الثانية المكون من المصارع الأسطورة عدنان القيسي وعدوه السابق العريف سلوتر في بطولة سامرسلام 1991 ضد هلك هوغن وأولتيمت واريور ثم اعتزل في عام 1992. عرف أيضاً بلقب «العربي» وكان يرتدي أزياء عربية، رغم أنه ليس من أصول عربية. دخل قاعة شهرة الشركة (بالإنجليزية: Hall of Fame)‏ عام 2005.

## وصلات خارجية
- ذا آيرون شيك على موقع دبليو دبليو إي (الإنجليزية)
- ذا آيرون شيك على موقع WrestlingData.com (الإنجليزية)
- ذا آيرون شيك على موقع CageMatch worker (الإنجليزية)
- ذا آيرون شيك على موقع قاعدة بيانات المصارعة على الإنترنت (الإنجليزية)
- ذا آيرون شيك على موقع عالم المصارعة على الإنترنت (الإنجليزية)
- ذا آيرون شيك على موقع IMDb (الإنجليزية)
- ذا آيرون شيك على موقع ميوزك برينز (الإنجليزية)
- ذا آيرون شيك على موقع قاعدة بيانات الفيلم (الإنجليزية)